# 鍋焼きうどん

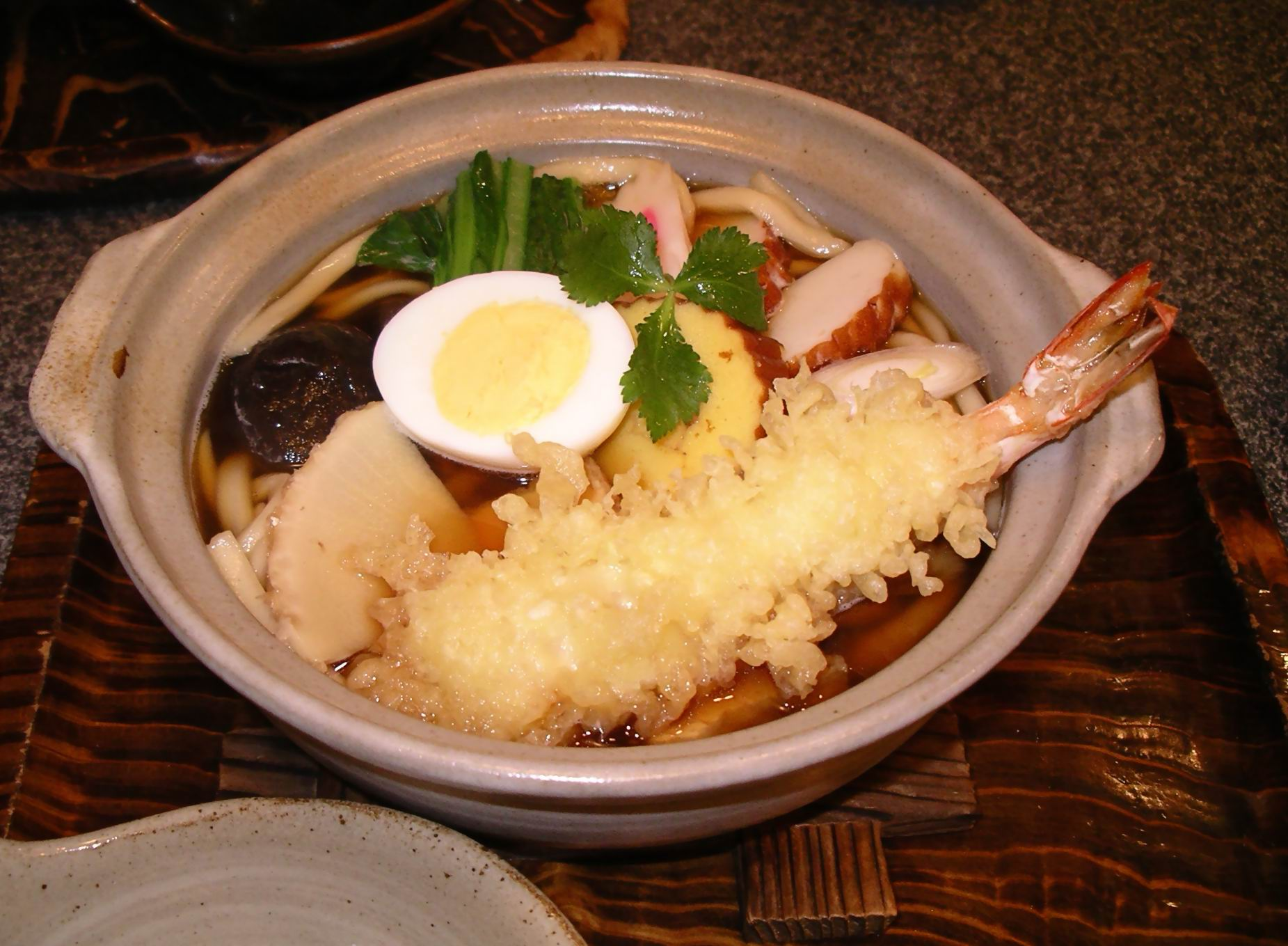
鍋焼きうどん

鍋焼きうどん（なべやきうどん）は、うどんを用いた料理で、煮込みうどんの一種。うどん屋では単に「鍋焼き」とも呼ぶ。「焼き」の名を持つが、小鍋料理の範疇に入る。

## 概要
一人用の小型の土鍋あるいはアルミ鍋にめんつゆとうどんを入れ、蒲鉾、シイタケ、油揚げ、エビの天ぷら、生卵、麩などの具を乗せて煮たもの。グツグツと沸騰したまま供し、鍋から直接食べる。具は多様で卵を伊達巻に代えたり、青菜やニンジンなどの野菜類、牛肉や鶏肉、つみれやつくねなどを入れる店もある。調味料に味噌を使用するものは「味噌煮込みうどん」と呼ばれる。
蕎麦屋やうどん屋の定番メニューであるが、調理に時間や手間がかかるため、立ち食い形式の店ではほとんど見られない。冬期限定のメニューとして提供する店も多く、スキー場や山小屋のレストランでも、人気が高いメニューである。
アルミ箔製の使い捨て鍋を用いた具材入りの冷凍食品や、常温長期保存が可能な真空パックのゆで麺を使用したインスタント食品も販売されている。IH調理器に対応した商品もある。

## 愛媛県松山市の鍋焼きうどん
松山市のソウルフードとして、昔から地元住民に親しまれている鍋焼きうどんである。市内中心街には、戦後すぐから営業している専門店が2店あるほか、市内各地に鍋焼きうどんを出す店がある。その特徴として、アルミ鍋（市販の商品で使用される使い捨てタイプのものではなく、調理用の小型鍋)、やわらかめの麺、甘めのだし汁が共通項として挙げられる。また、画像のようなエビの天ぷら入りの鍋焼きうどんもあるが、基本的には甘く味付けた牛肉をメインの具にしたものが主流である。
夏季を含めた通年で提供する店が多い。